# 林右
林右（1356年—1409年），又名佑，字公輔、左民。臨海人。
歷官王府教授、中書舍人、春坊大學士等，輔導皇太孫，與楊大中、方孝孺、王叔英、葉見泰等為友。不久因坐事谪中都教授，棄官。聞方孝孺死，痛哭於家中。明成祖召之不至，後派人押械至北京，想讓他當官，不從。成祖大怒，處以劓刑致死。福王時贈禮部尚書，謚貞穆。有《林公輔集》。